# Mauvaise Graine
Mauvaise Graine es una película francesa, dirigida por Billy Wilder y Alexander Esway, estrenada en el año 1934.

## Argumento
El jefe de una banda de ladrones de coches decide eliminar a un joven que está arrepentido de haber colaborado con el líder de la banda.

## Comentario
Se puede considerar un precedente de la Nouvelle Vague por la forma en la que está rodada básicamente en exteriores.